# Copella compta
Copella compta es una especie de pez de la familia Lebiasinidae en el orden de los Characiformes.

## Morfología
Los machos pueden llegar alcanzar los 5,1 cm de longitud total.

## Hábitat
Es un pez de agua dulce y de  clima subtropical.

## Distribución geográfica
Se encuentran en Sudamérica: río Negro en Brasil y  cuenca del río Orinoco en Venezuela y Colombia.